# Dii Consentes
Pour les articles homonymes, voir Dii.

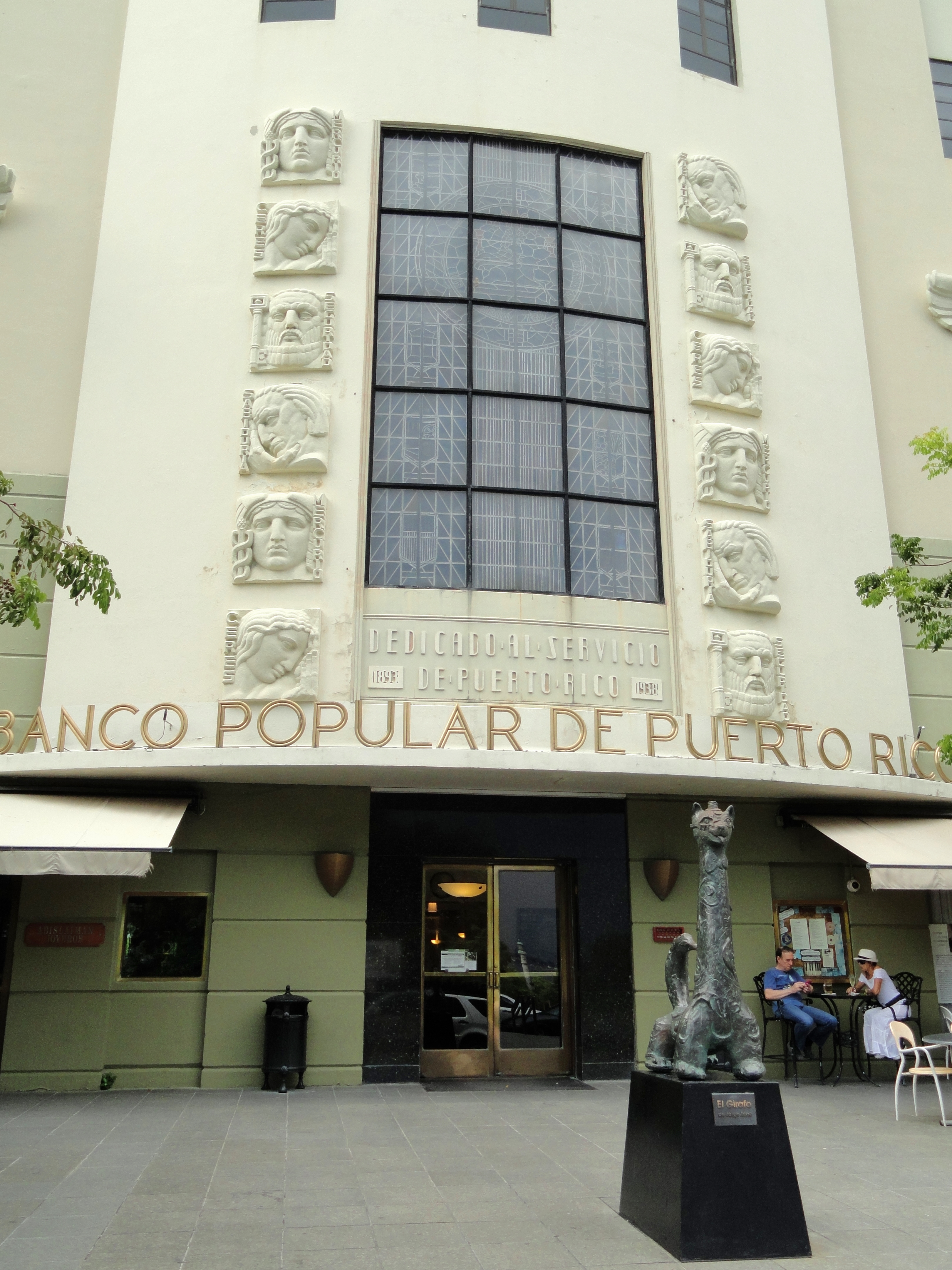
Bâtiments du vieux San Juan, Porto Rico.

Les Dii Consentes ou Dii Complices sont les douze grands dieux du panthéon romain.
À l'origine, le terme désignait les « Grands Dieux » du panthéon étrusque, ceux capables de lancer la foudre, et qui seront plus tard assimilés aux principaux dieux gréco-romains ; dans ce contexte, le terme de Dii Consentes s'opposait à celui de Dii Involuti, désignant les « Dieux Voilés », supérieurs à tous les autres (sauf, sans doute, le destin) et cependant absolument inconnus, indénombrables, indéfinis, toujours entourés de mystère,.
Les Dii Consentes, chez les étrusques, sont donc inférieurs aux Dii Involuti, et comprennent peut-être : Tinia (Jupiter), Uni (Junon), Velch (Vulcain), Turan (Vénus), Nethuns (Neptune), Turms (Mercure), Laran (Mars), Maris (dieu enfant parfois assimilé à Mars), Aritimi ou Artumes (Diane), Apulu (Phébus, c'est-à-dire Apollon), Menrva (Minerve), Fufluns (Bacchus), Cilens (déesse dont on sait peu de choses, peut-être une personnification de Fatum, le destin), et Usil (Sol, c'est-à-dire Hélios), les associations ici indiquées avec des dieux romains étant souvent hypothétiques ou imparfaites.
Cela donne quatorze divinités faisant potentiellement partie des Dii Consentes étrusques, comme dans le cas des Dii Consentes romains (qui, comme expliqué plus bas, sont toujours au nombre de douze, mais pas toujours les mêmes, les divinités olympiennes étant en fait quatorze en tout). Si l'on veut pousser la comparaison jusqu'au bout, ce sont Cérès, Vesta et Pluton qui, parmi les olympiens, manquent d'équivalent au sein des Dii Consentes étrusques, Maris, Cilens et Usil ne correspondant à aucun olympien, ou faisant doublon avec certains de ceux déjà associés à d'autres divinités étrusques.
Chez les Romains, ils étaient au nombre de douze et étaient regardés comme le conseil céleste présidé par Jupiter (c'est une des significations de leur nom de consentes). Leurs noms sont groupés par Ennius dans deux vers célèbres : 
Juno, Vesta, Minerva, Ceres, Diana, Venus, Mars,
Mercurius, Jovi, Neptunu, Volcanus, Apollo
Leur nom de consentes (« ceux qui sont ensemble » ou « ceux qui sont d'accord », consens devant être rapproché de absens et de praesens et ayant donné le mot français consensus), indique bien que le culte qu'ils reçoivent s'adresse, non pas à chaque divinité séparément, mais au groupe, au conseil tout entier, considéré comme une sorte d'individualité céleste.
Ils furent réunis pour la première fois à Rome dans le lectisterne de -217, pour lequel Tite-Live rapporte : « Six pulvinaires furent exposés en spectacle : un pour Jupiter et Junon, un pour Neptune et Minerve, un troisième pour Mars et Vénus, un quatrième pour Apollon et Diane, le cinquième pour Vulcain et Vesta, le sixième pour Mercure et Cérès. ». Cette liste mêle les traditions étrusques et helléniques, car les décemvirs durent alors faire un choix dans le personnel mythologique : en effet, si le nombre douze était fixé par une vieille coutume, les Douze n'étaient pas partout les mêmes, en partie parce qu'il y a en tout quatorze divinités olympiennes en comptant Pluton et Bacchus. Ils eurent aussi à répartir les couples, qui, sans être conjugaux, associent les deux sexes. C'est pour cette raison que Pluton et Bacchus, pourtant d'habitude considérés comme plus importants que Vesta et Cérès, furent remplacés par ces dernières : puisqu'il y a parmi les olympiens huit hommes pour six femmes, il eut été impossible, en les intégrant au Dii Consentes, de conserver la symétrie symbolique des genres. Sur le nombre de ces couples, il en est trois qui prêtaient à l'arbitraire. Rivaux à Athènes, Poséidon et Athéna sont ici réconciliés ; Héphaïstos et Hestia symbolisent le même élément ; Hermès et Déméter unissent le commerce et l'agriculture. Les trois autres couples ont un fondement mythologique plus évident : Zeus et Héra entretiennent une relation conjugale essentielle, Arès et Aphrodite représentent respectivement la virilité et la féminité en plus d'avoir eu des aventures amoureuses ensemble, et Apollon et Artémis sont frère et sœur jumeaux. En outre, l'ordre de préséance des couples semble indiquer des préoccupations patriotiques : Apollon n'est plus au premier rang : il laisse même passer avant lui Mars et Vénus, les ancêtres des Romains.
Un portique des Dii Consentes s'élevait sur le Forum Romanum.
De Rome, le culte des dii consentes gagna tout l'empire, mais sans perdre jamais son caractère romain et public et sans cesser d'être associé à celui du Jupiter Optimus Maximus du Capitole.

## Source
« Dii Consentes », dans Charles Victor Daremberg et Edmond Saglio (dir.), Dictionnaire des Antiquités grecques et romaines, 1877-1919 [détail de l’édition] (lire en ligne) (« quelques transcriptions d'articles », sur mediterranees.net)